# Birgitte Hjort Sørensen
Birgitte Hjort Sørensen, född  16 januari 1982 i Hillerød, är en dansk skådespelare som arbetat inom såväl teater som tv och film.
Hjort Sørensen är utbildad vid Teaterskolan i Köpenhamn. På teaterscenen har hon spelat huvudrollen i musikalen Chicago i Köpenhamn och Cambridge, England. Hennes TV-debut kom med serien Örnen. Hjort Sørensen har främst blivit uppmärksammad för sin roll som journalisten Katrine Fønsmark i samtliga fyra säsonger av tv-serien Borgen. Hon spelar även huvudrollen som Marie Krøyer i långfilmen Balladen om Marie Krøyer (2012) och som Victoria Rahbek i tv-serien Gråzon (2018).
Hjort Sørensen är bosatt i Köpenhamn och har ett förhållande med skådespelaren Christian Tafdrup.

## Filmografi i urval
- 2005 – Örnen (TV-serie) (ett avsnitt)
- 2010–2013 – Borgen (TV-serie)
- 2011 – Julie
- 2012 – Balladen om Marie Krøyer
- 2013 – Endless night (Agatha Christie) (TV-serie)
- 2014 – Morden i Midsomer (TV-serie) (avsnitt: The Killings of Copenhagen)
- 2014 – En sång från hjärtat
- 2014 – Kraftidioten
- 2014 – Autómata
- 2015 – Pitch Perfect 2
- 2015 – Game of Thrones (TV-serie)
- 2018 – Gråzon (TV-serie)